# Пёрчах-ам-Вёртерзе
Пёрчах-ам-Вёртерзе (нем. Pörtschach am Wörthersee) — община (нем. Gemeinde) в Австрии, в федеральной земле Каринтия, на побережье озера Вёртер-Зе.
Входит в состав округа Клагенфурт. Население составляет 2632 человека (на 31 декабря 2005 года). Занимает площадь 16,21 км².

## Политическая ситуация
Бургомистр общины — Маг. Франц Арнольд (FPÖ/BZÖ) по результатам выборов 2003 года.
Совет представителей общины (нем. Gemeinderat) состоит из 19 мест.
- АНП занимает 8 мест.
- АПС занимает 7 мест.
- СДПА занимает 4 места.

## События
В Пёртшах-ам-Вёртерзе дважды проходил Всемирный фестиваль боди-арта.

## Фотографии

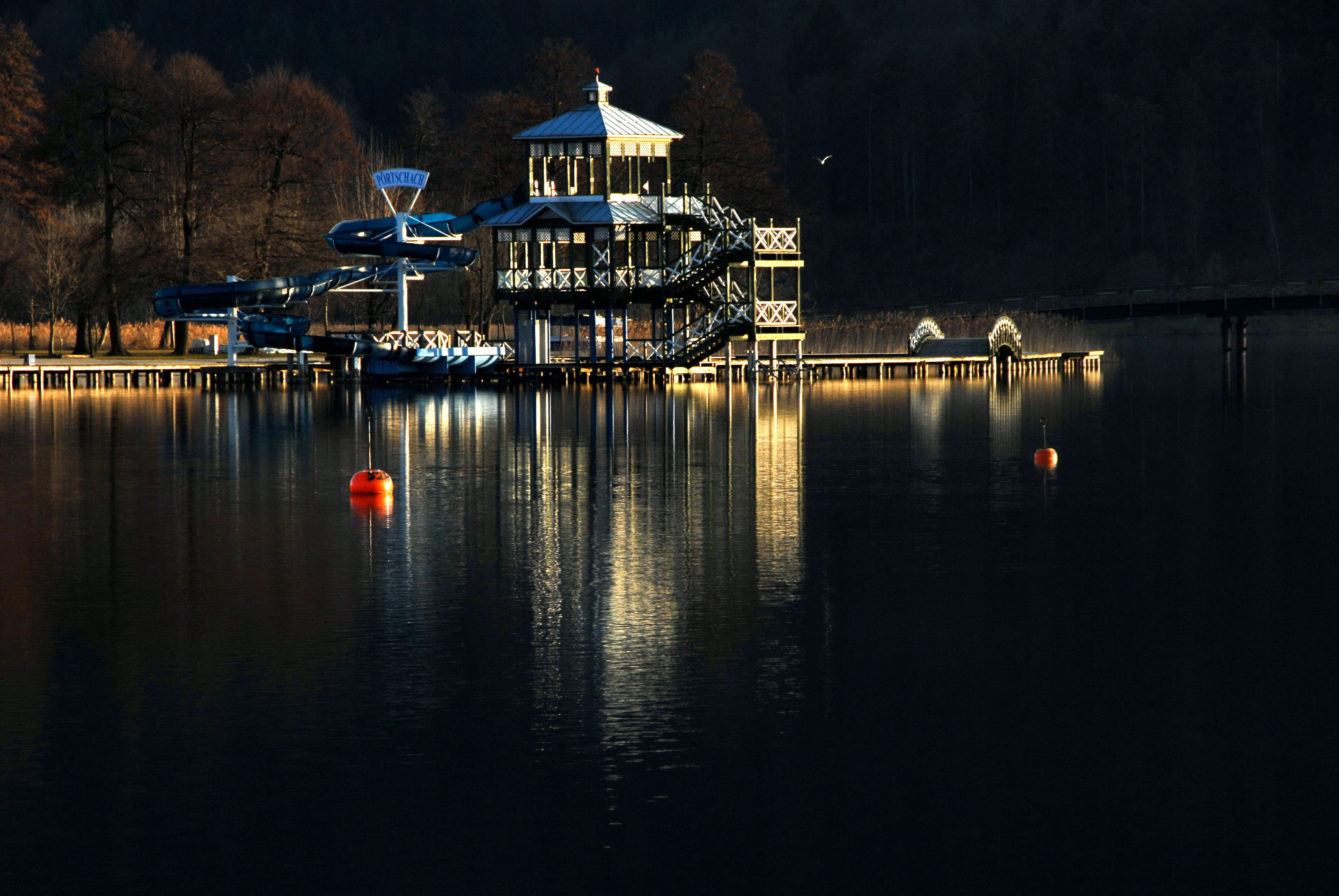
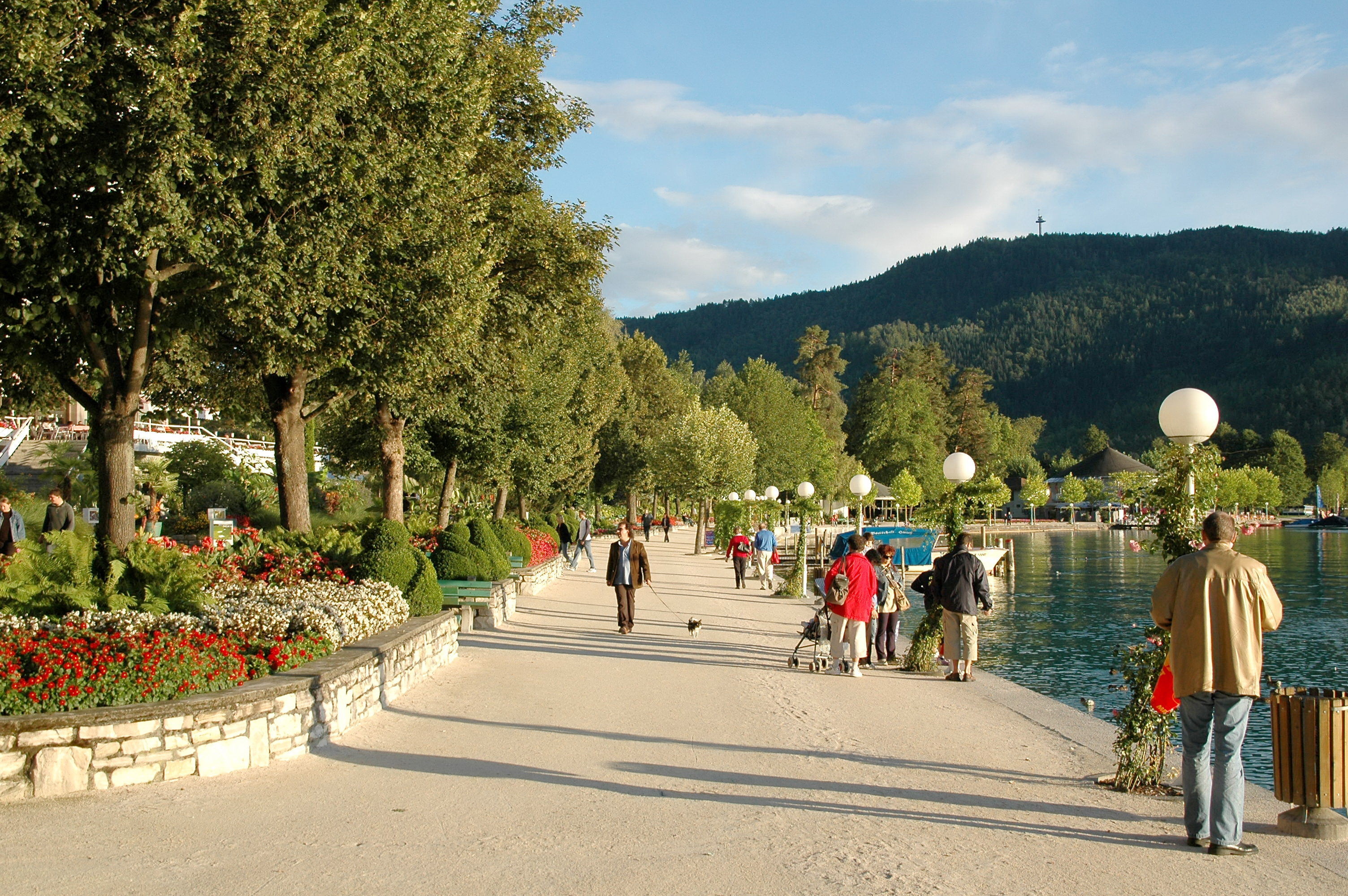
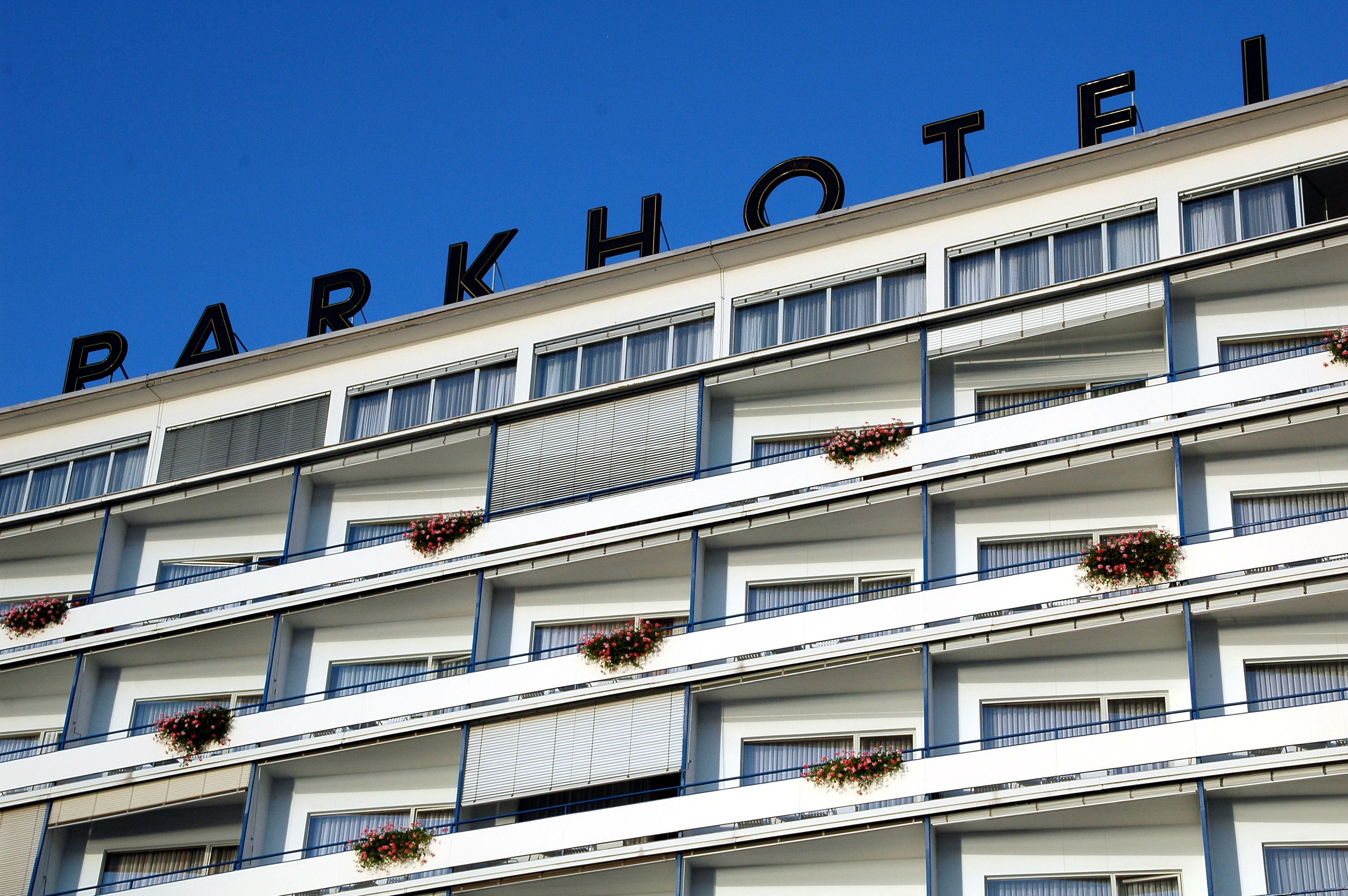
«Парк-Отель»
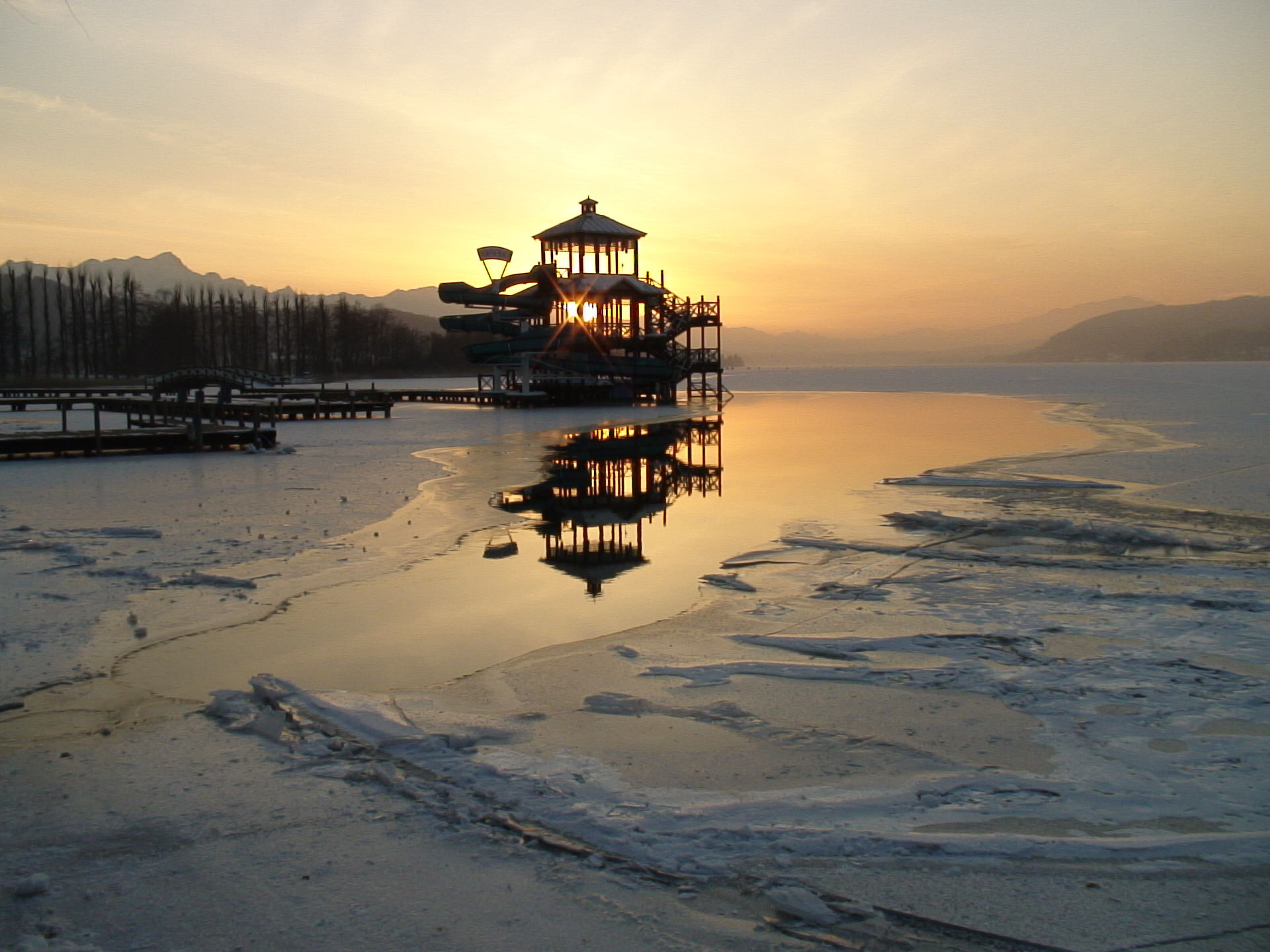
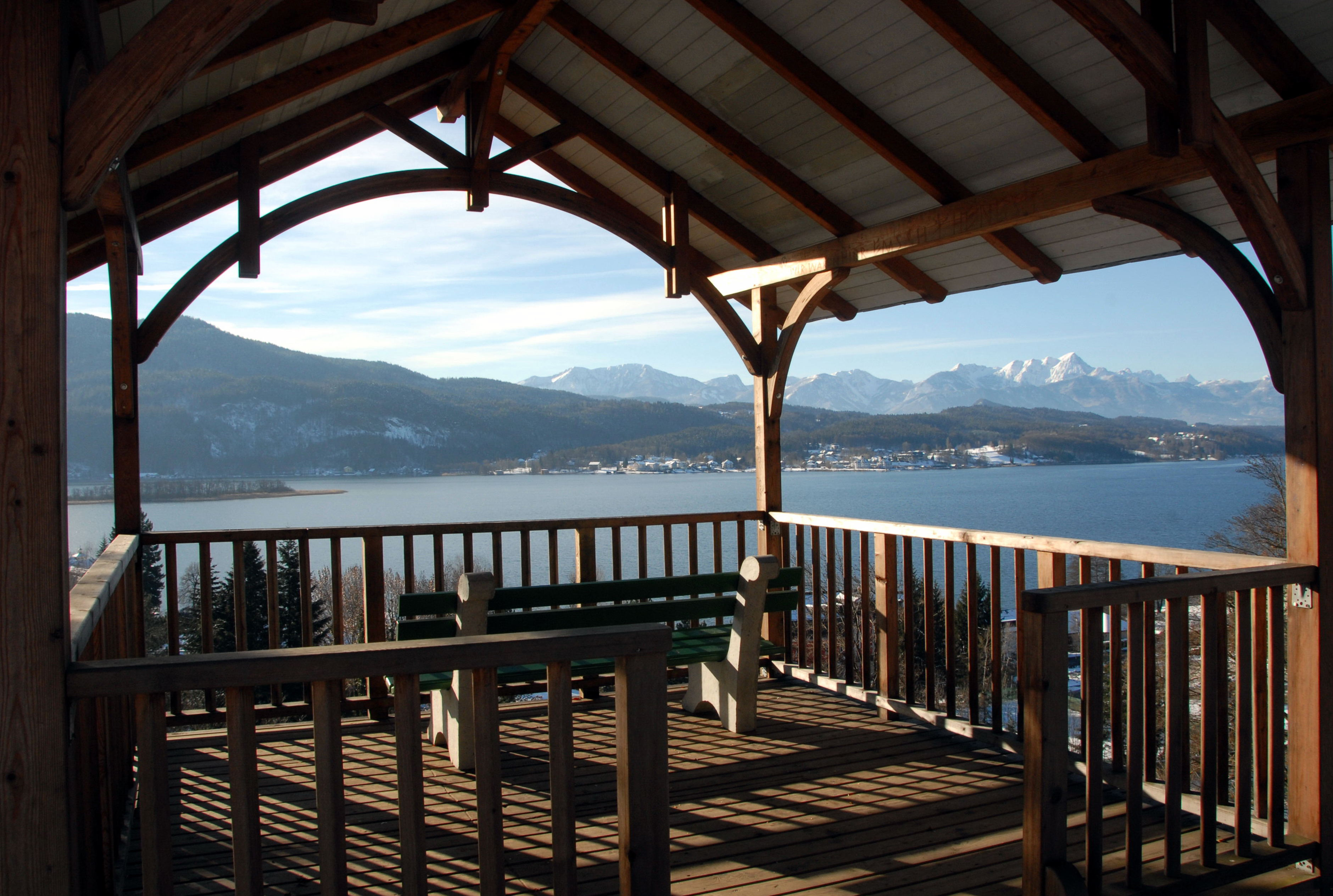
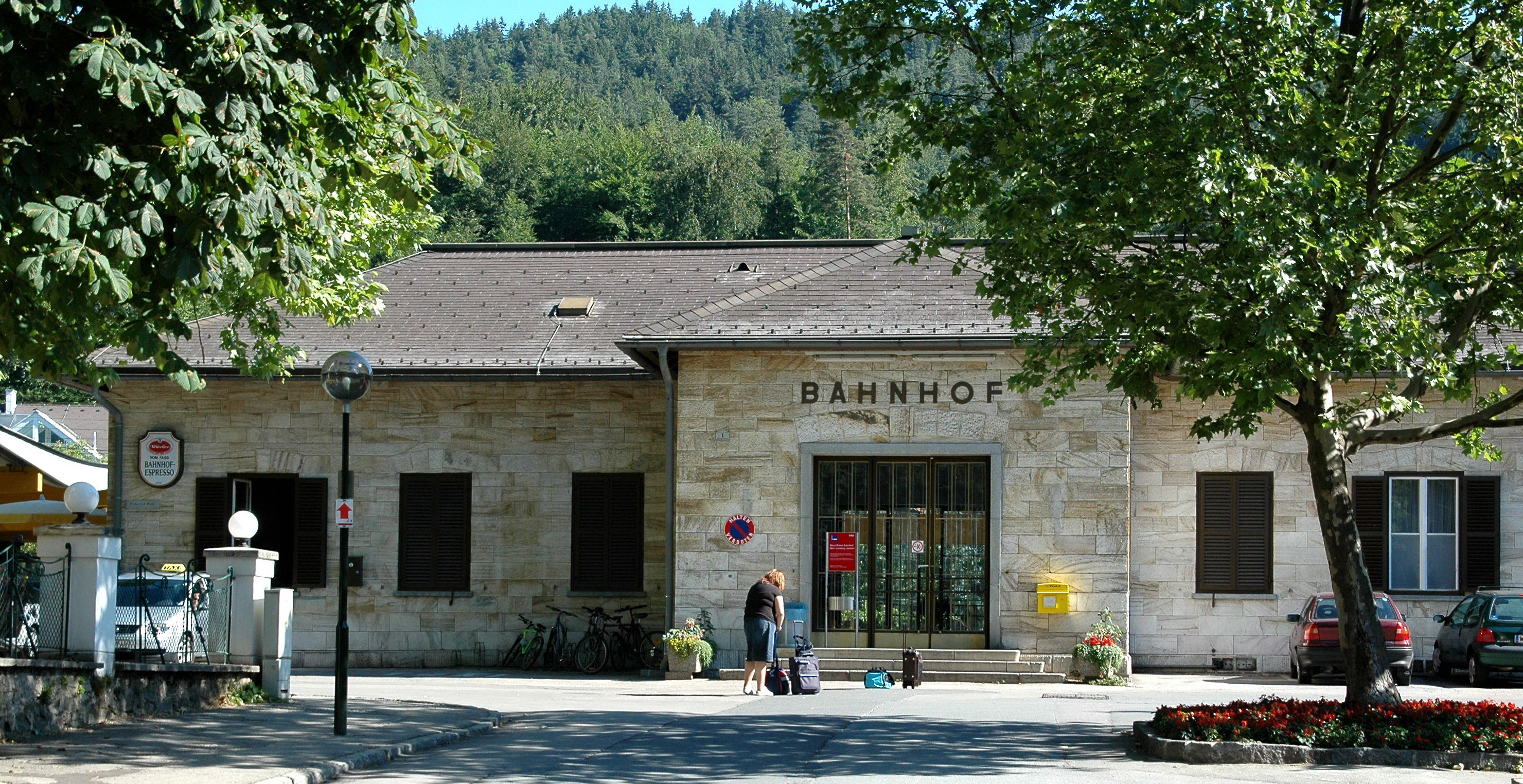
Вокзал
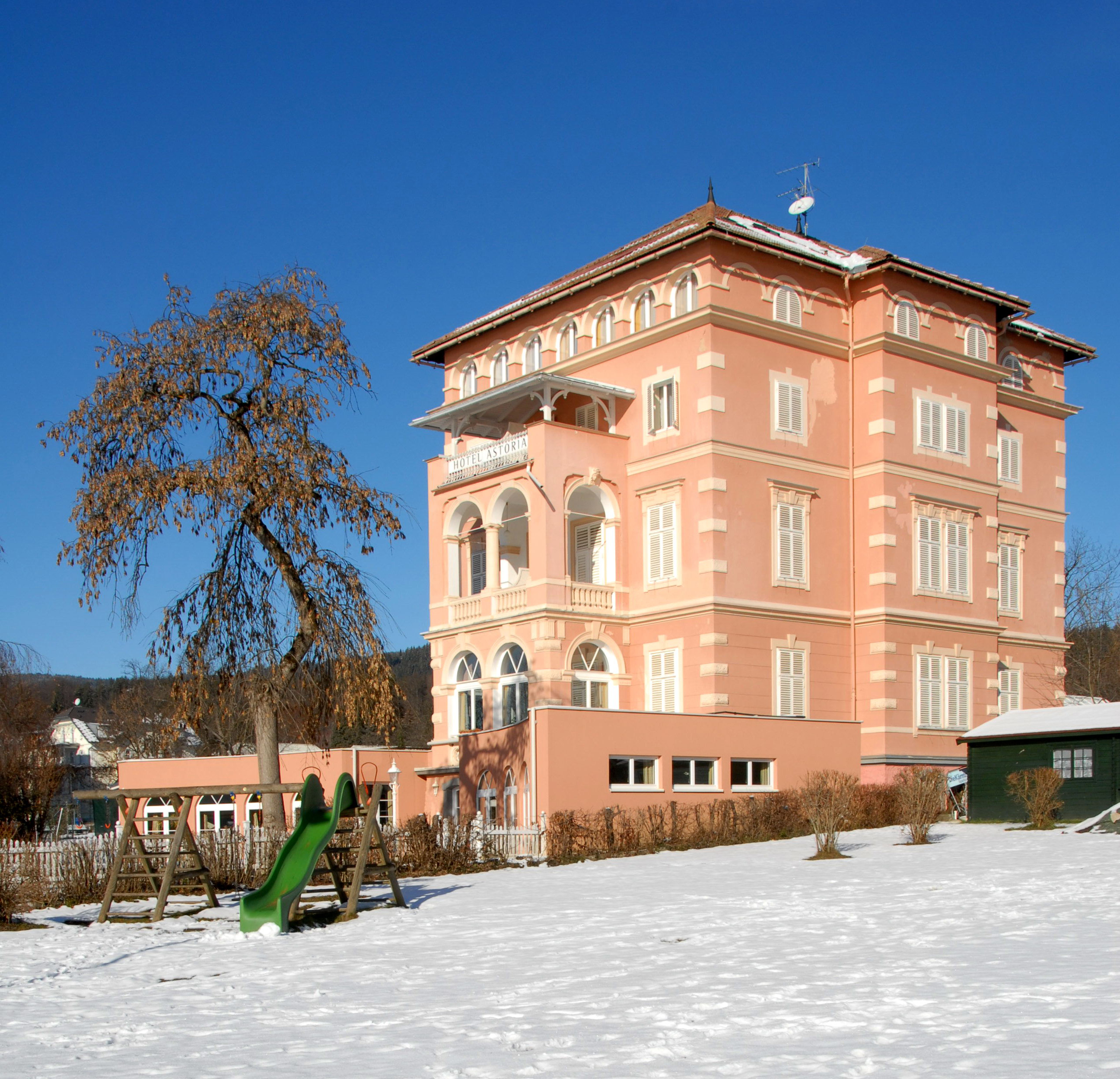
Гостиница «Астория»
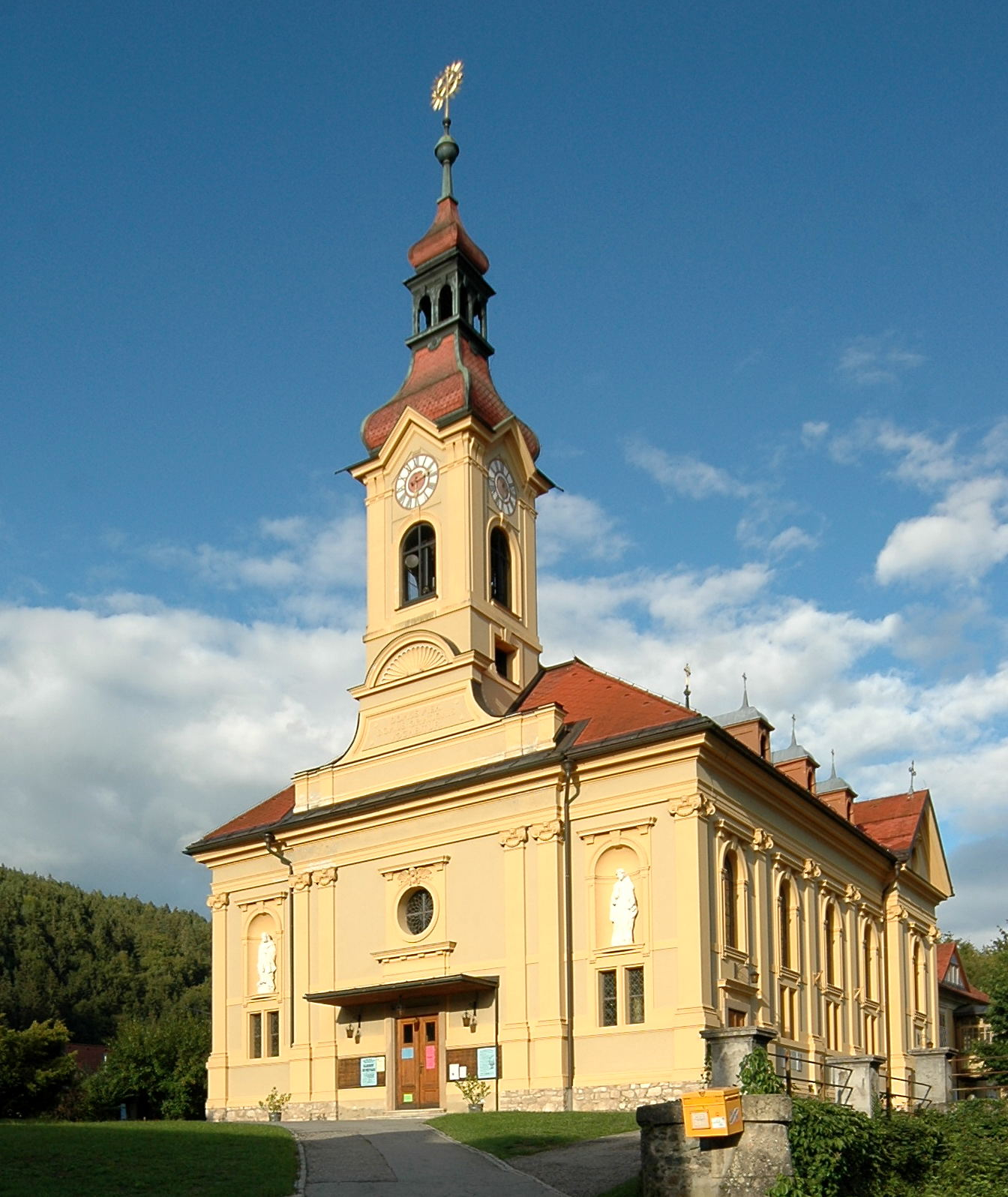
Католическая церковь
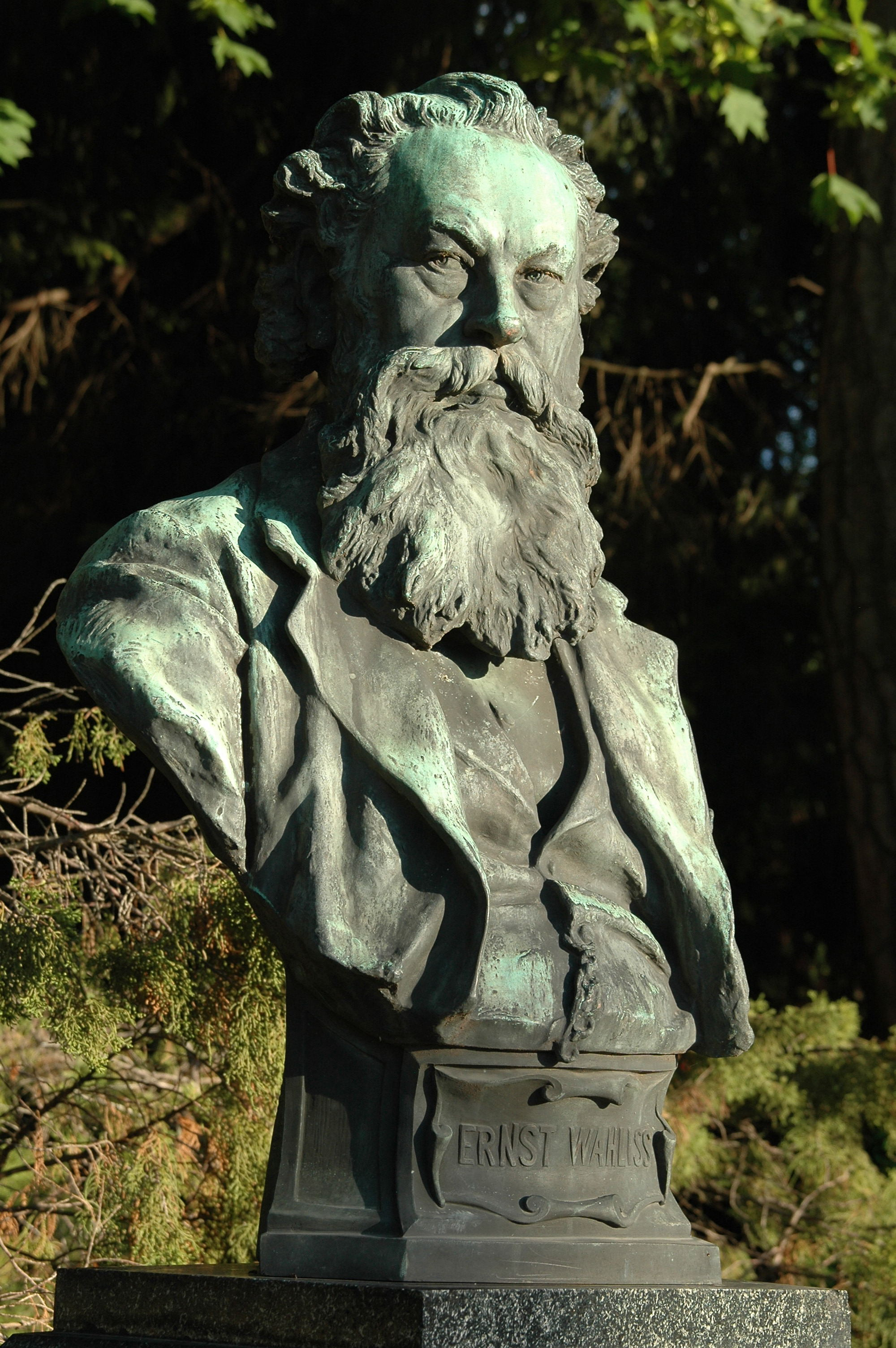
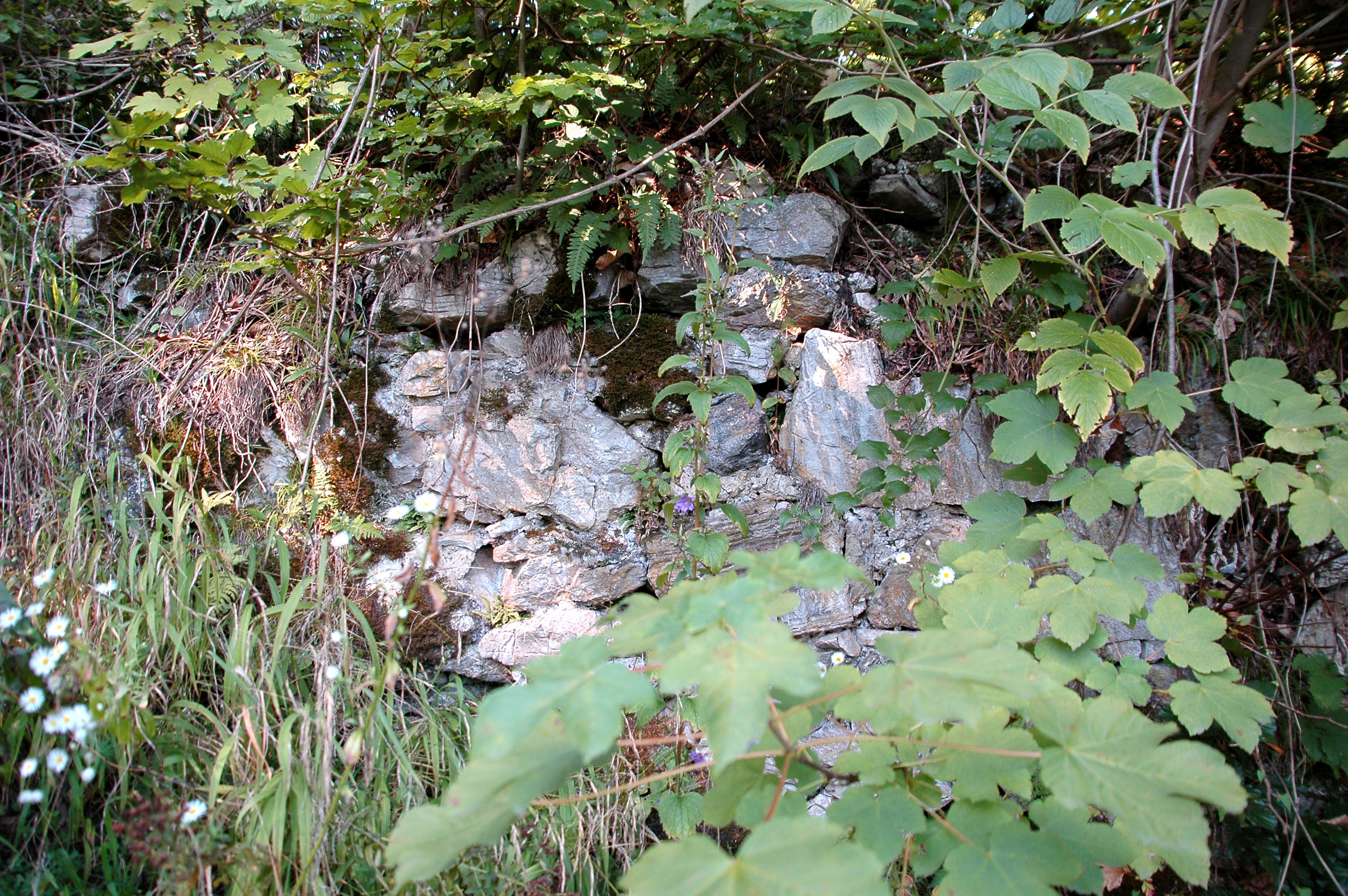
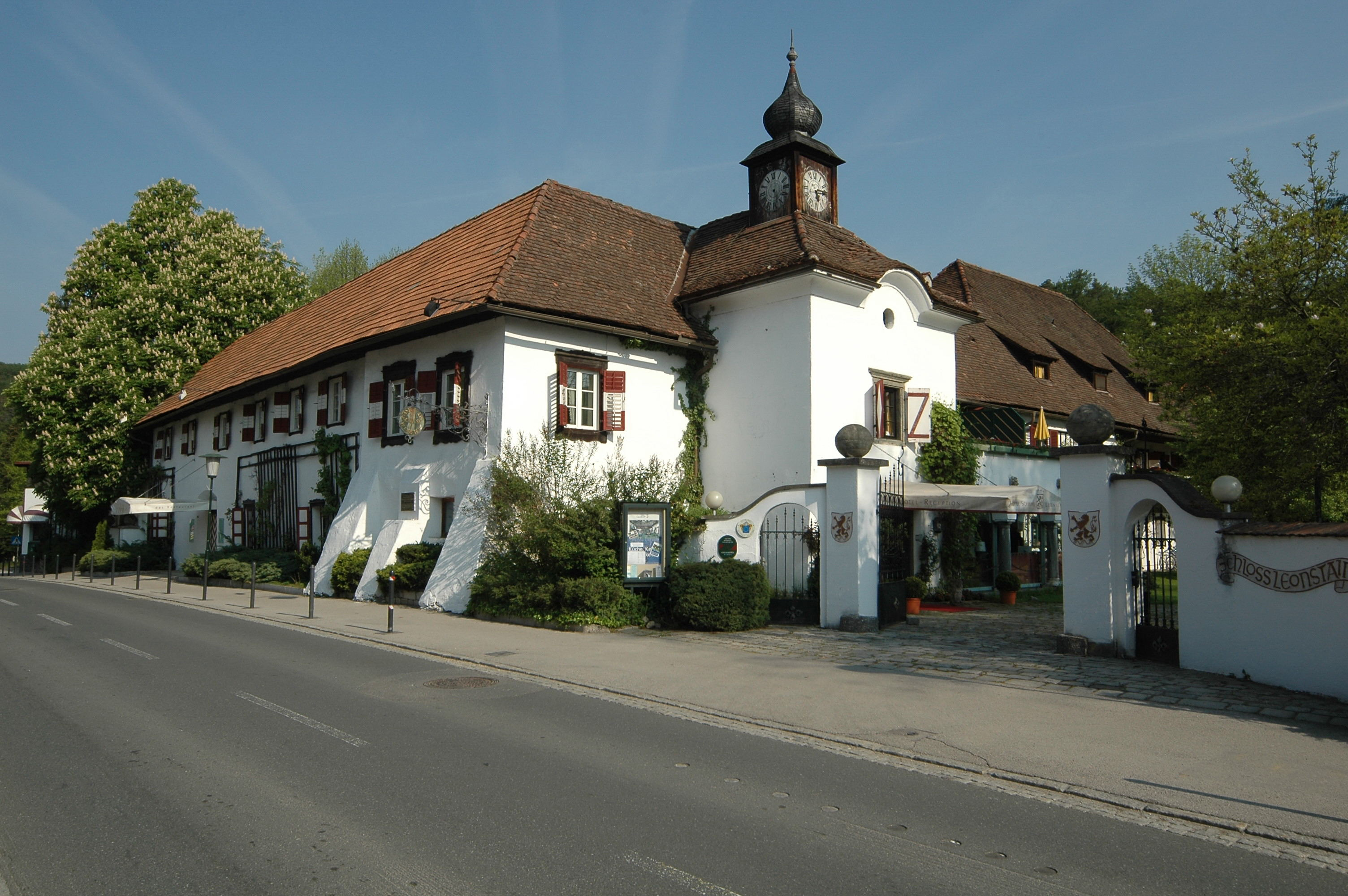
Замок
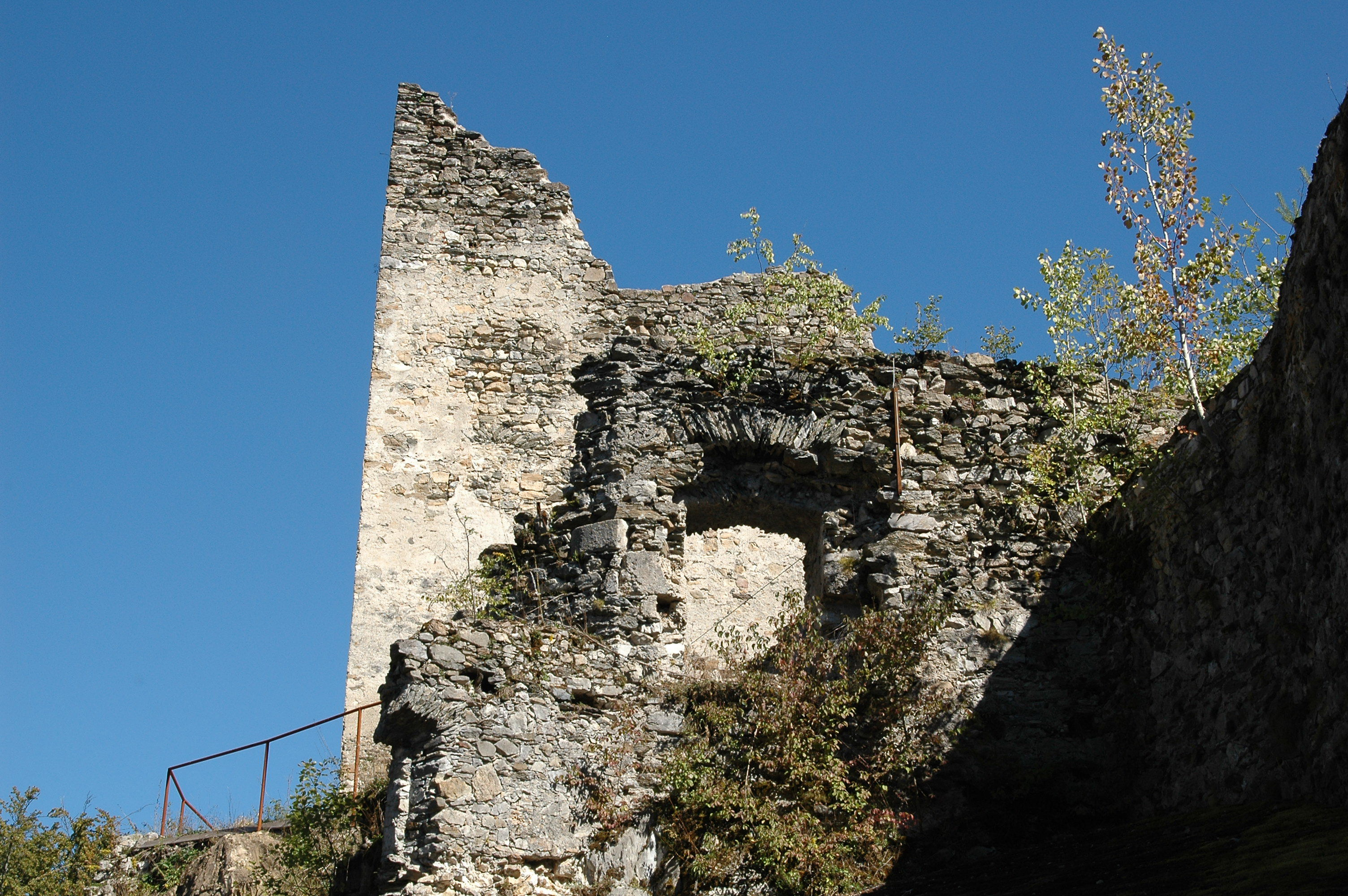
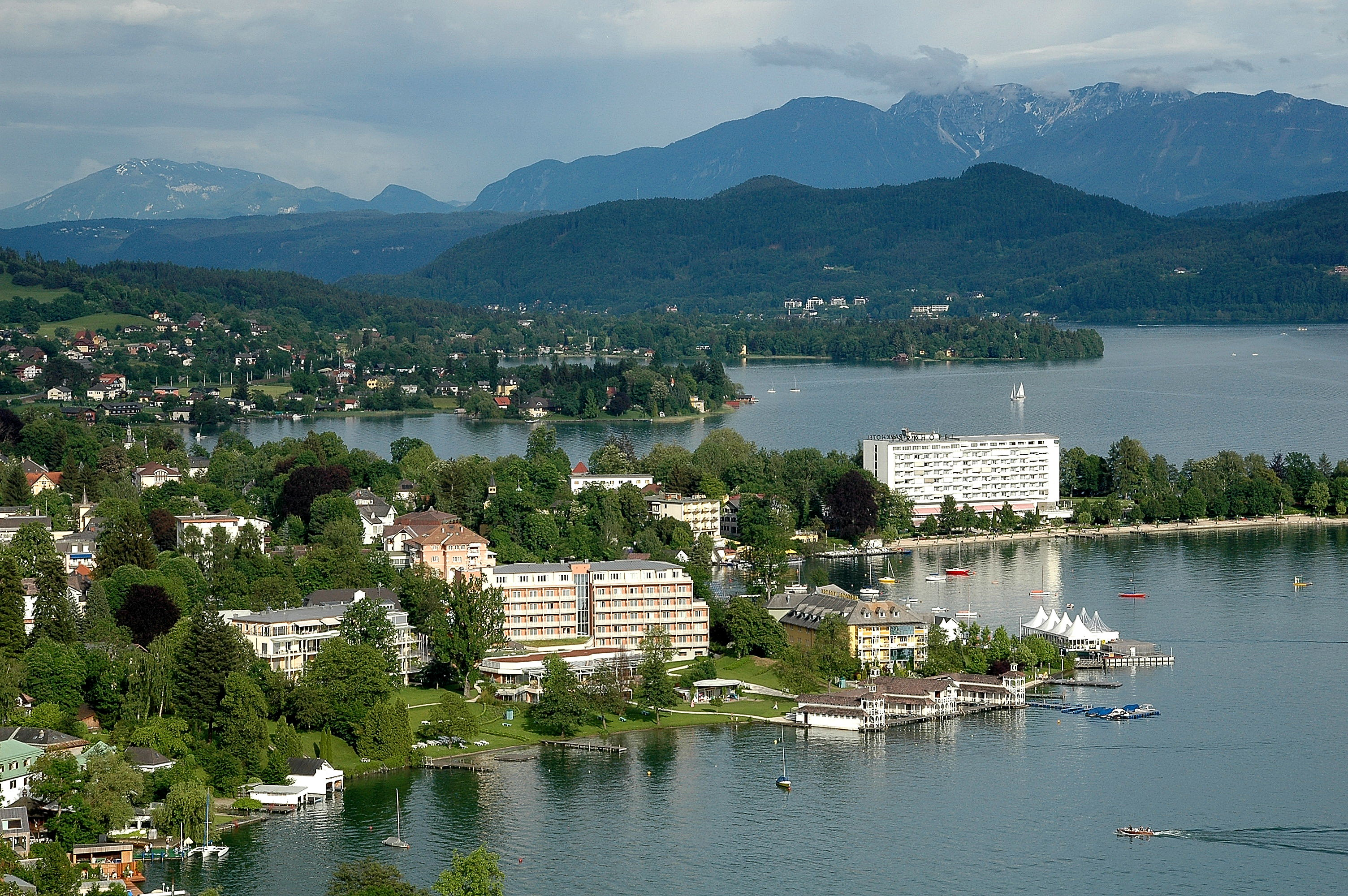
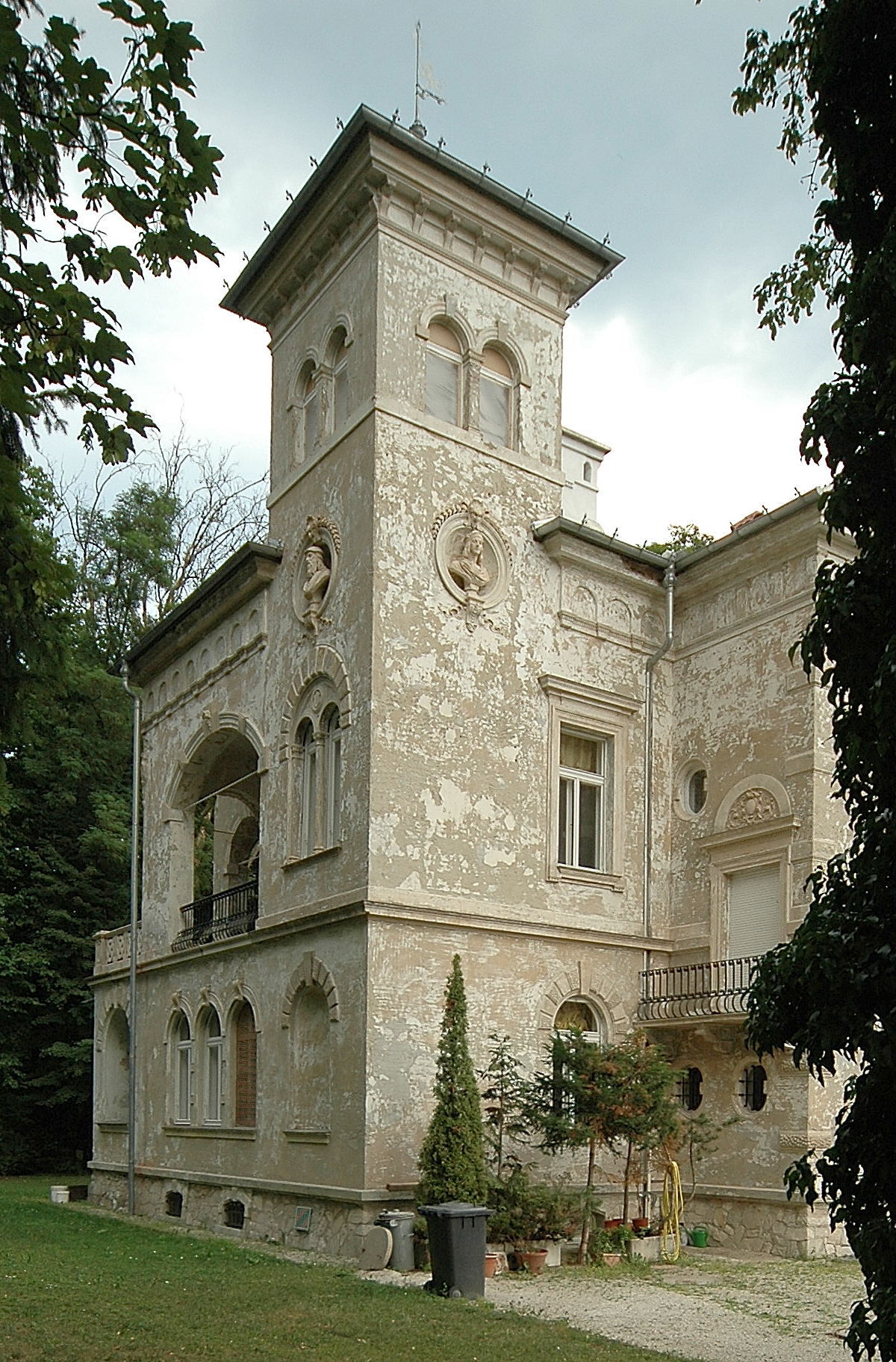
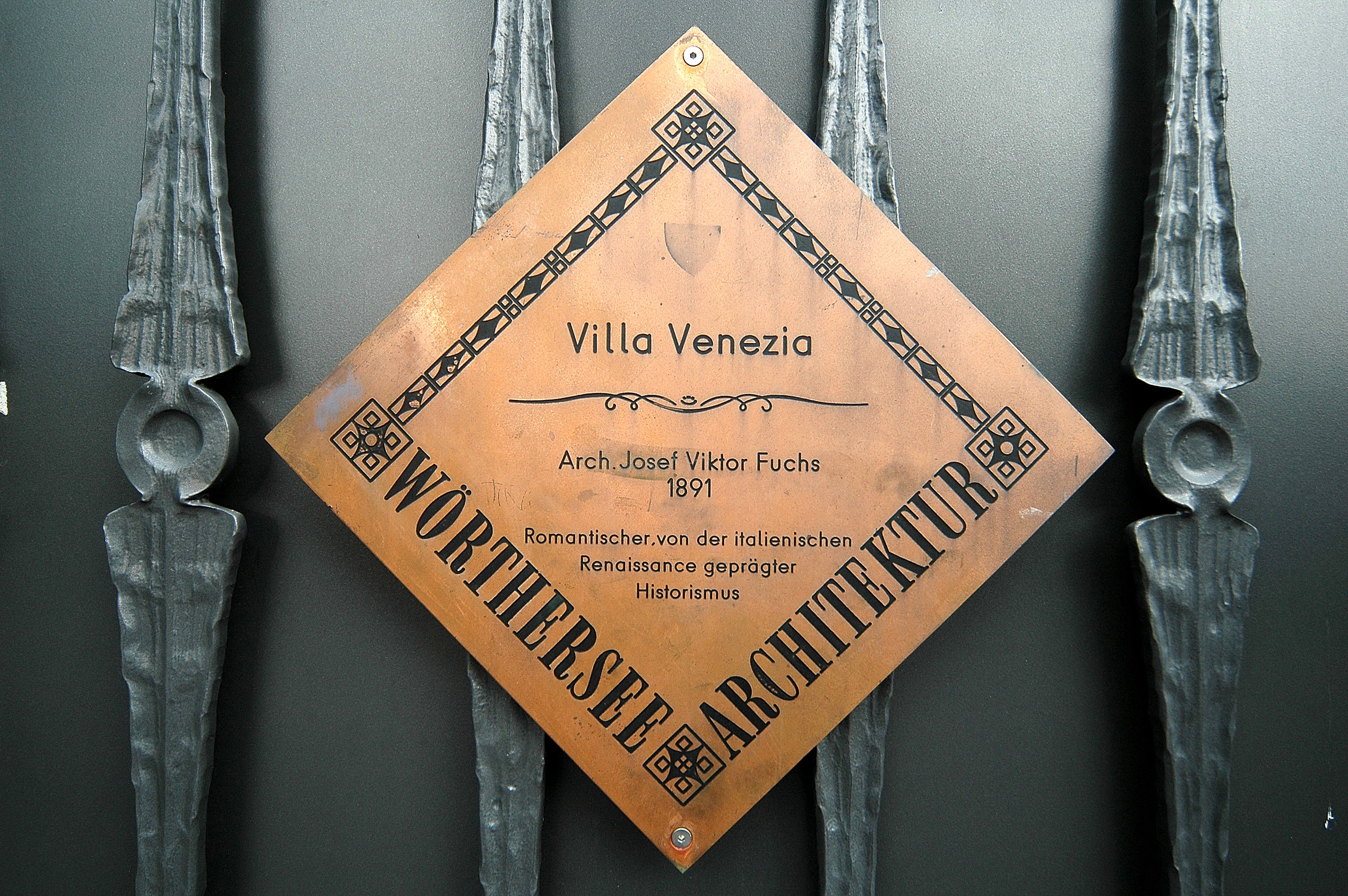
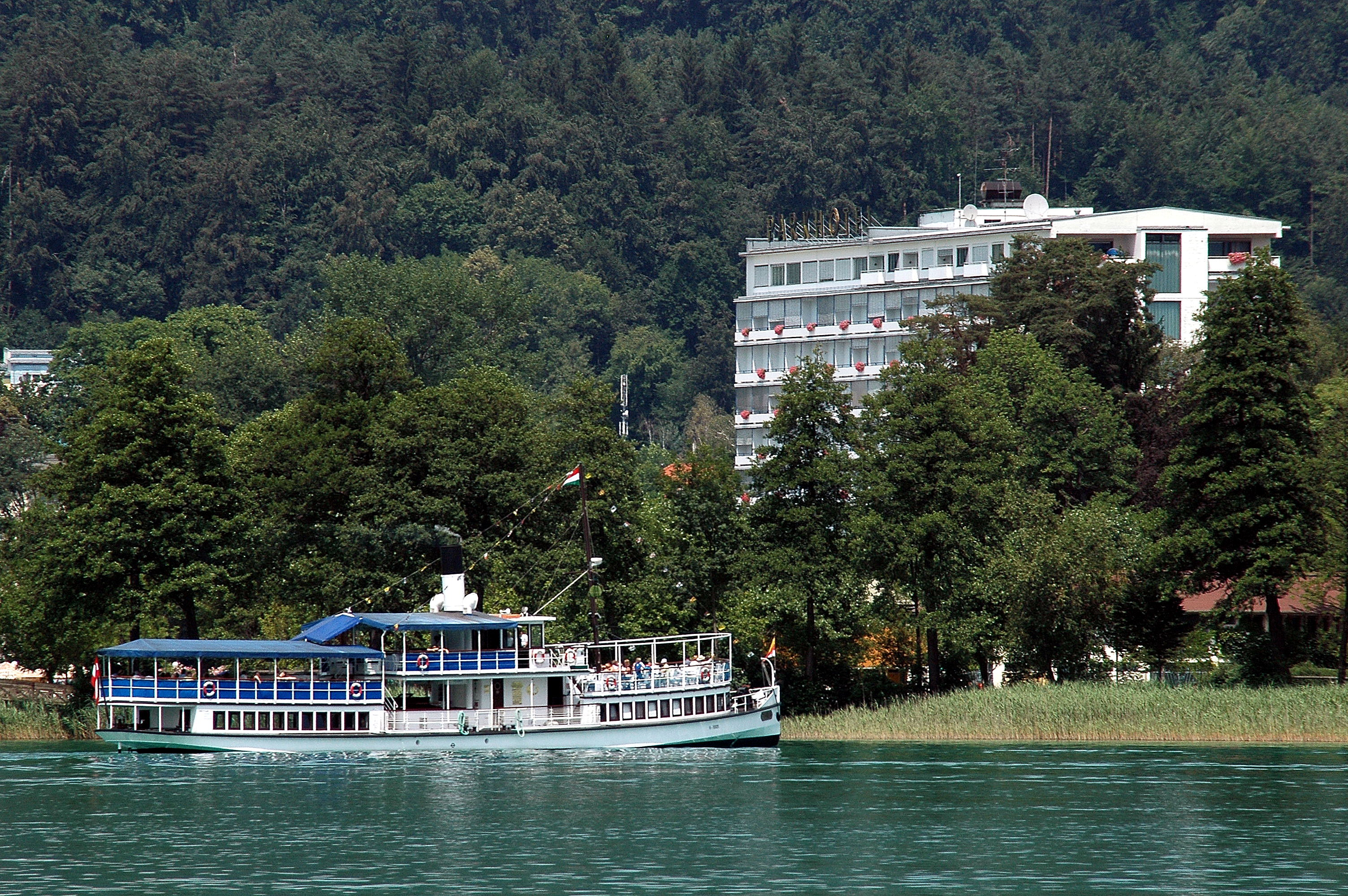
Парк
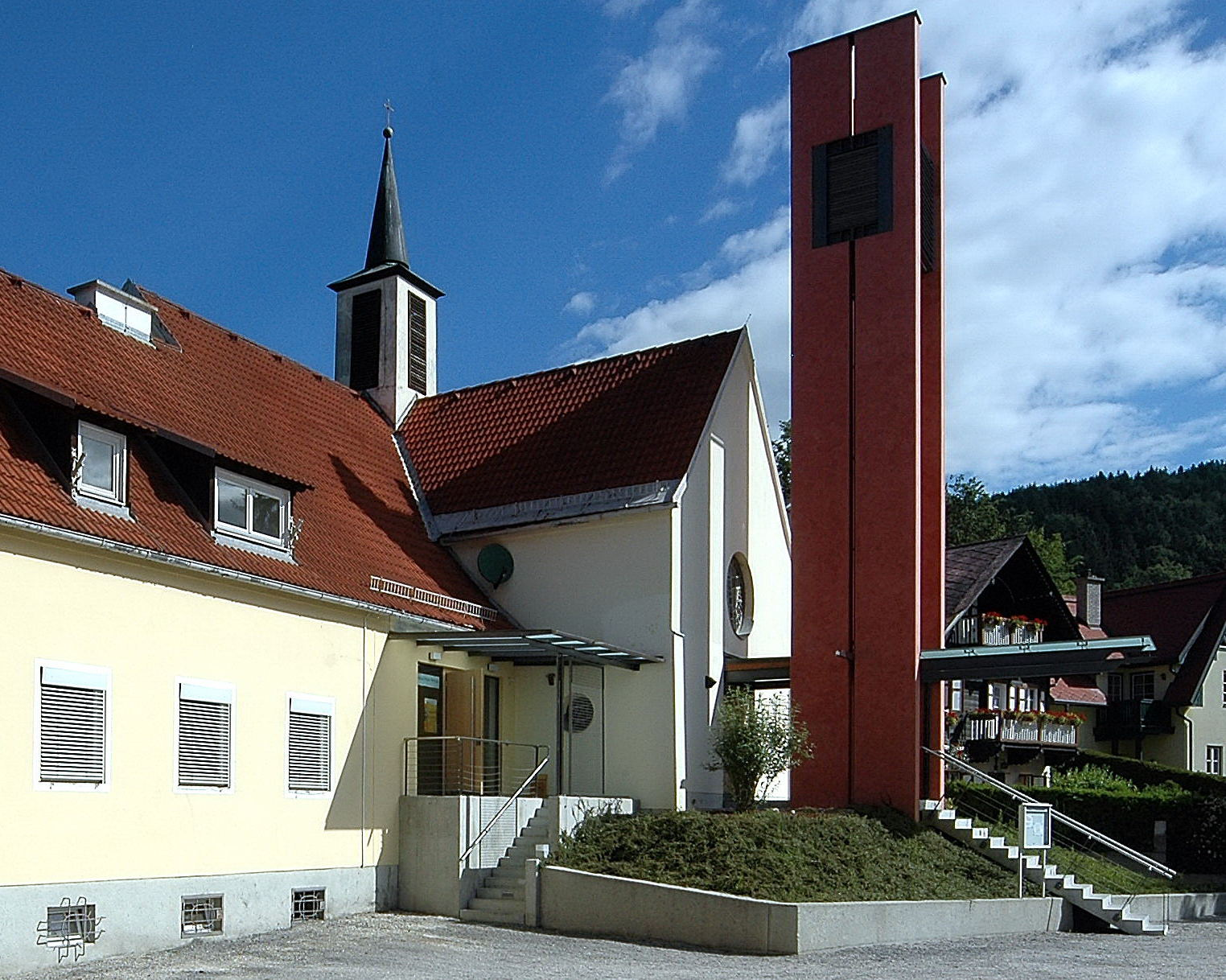
Евангелическая церковь
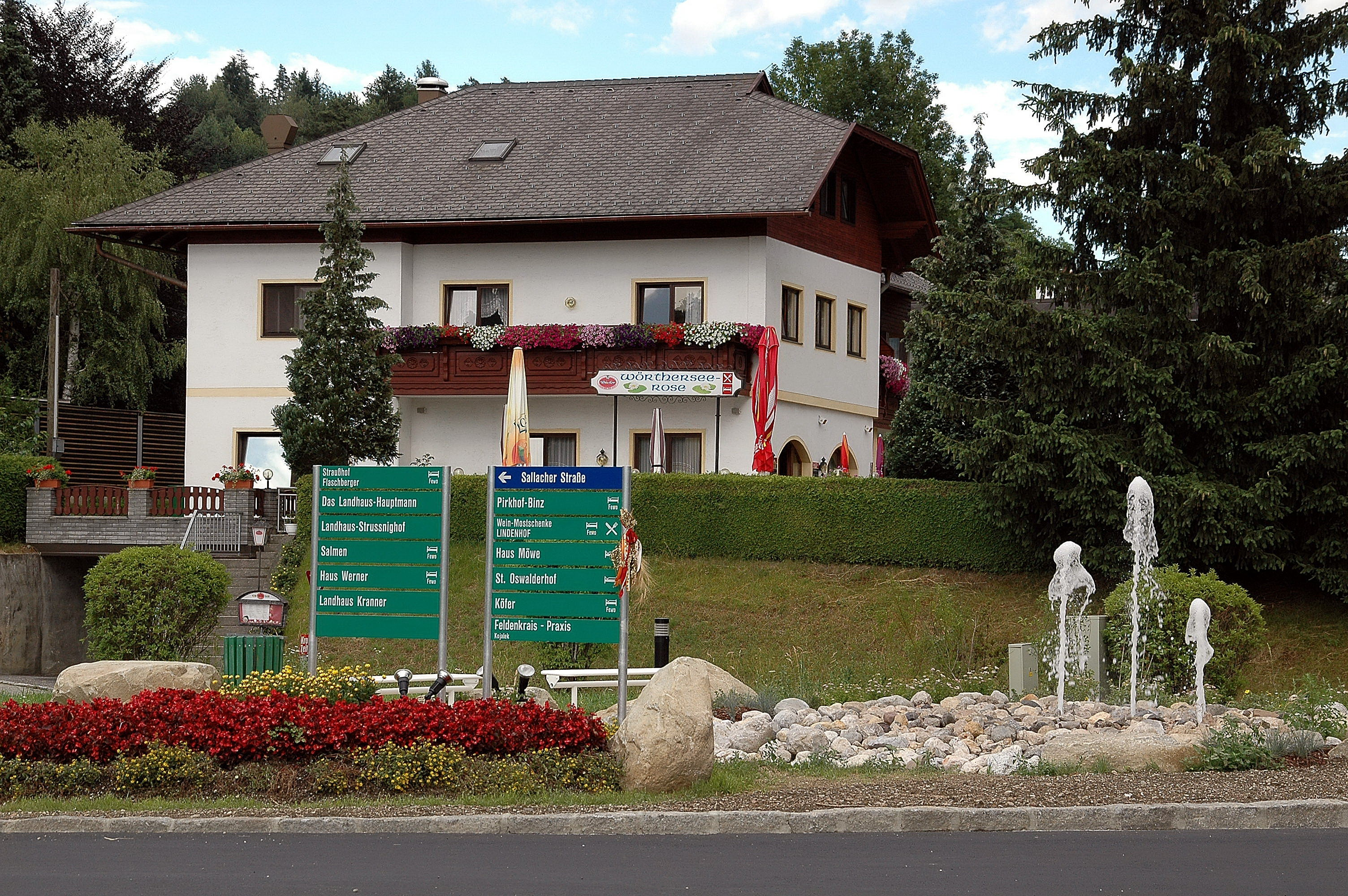
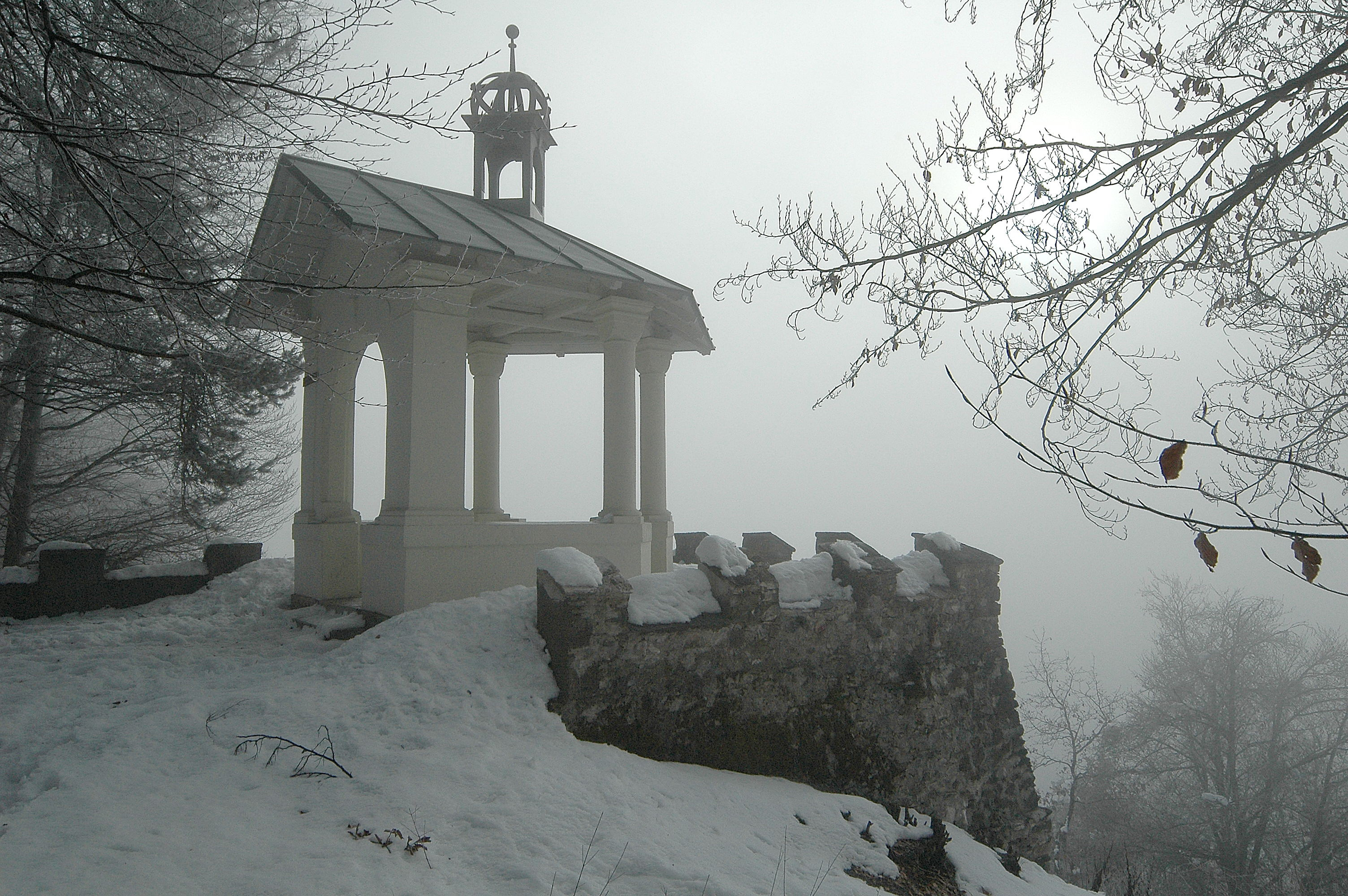
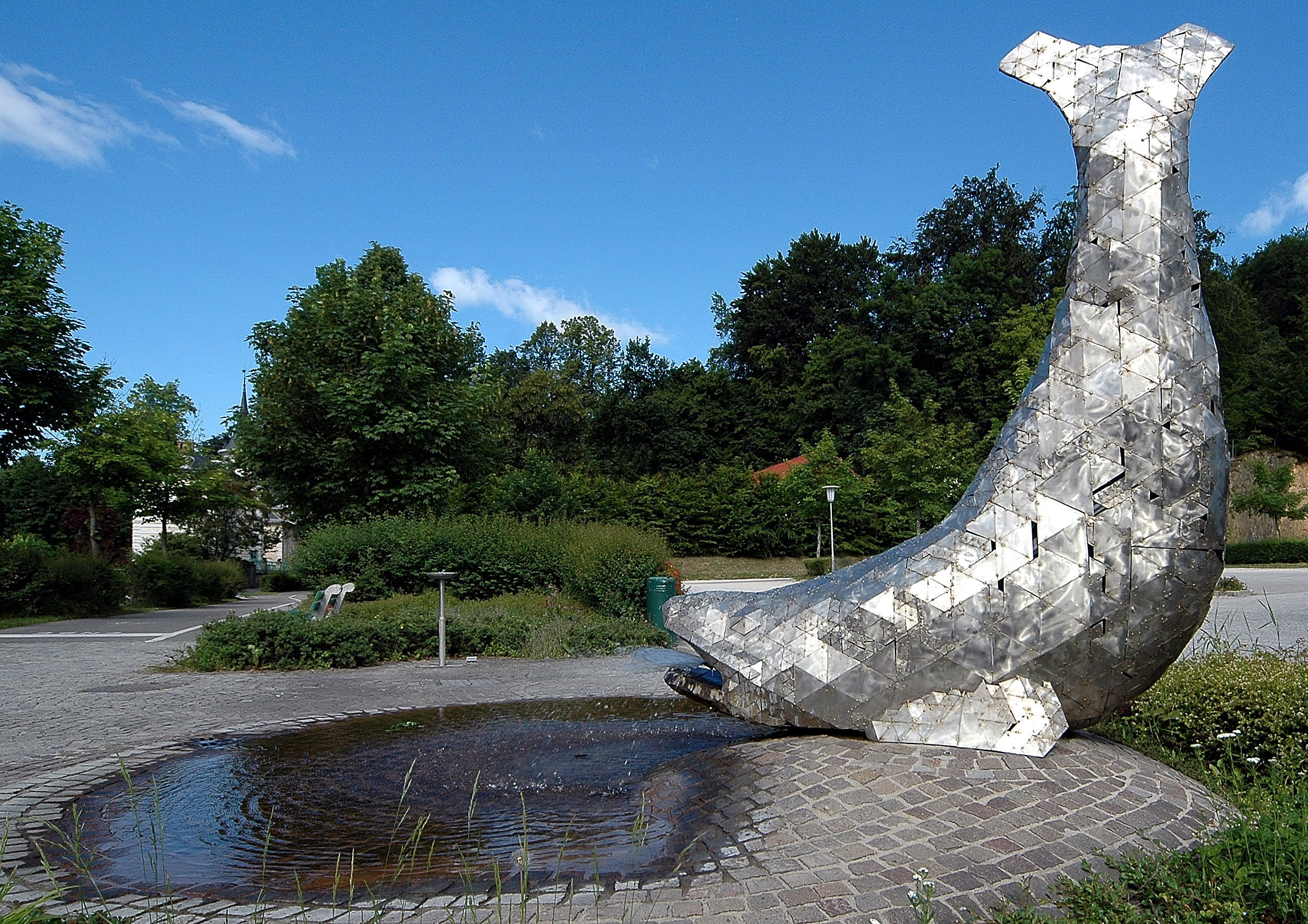